# Jan de Momper

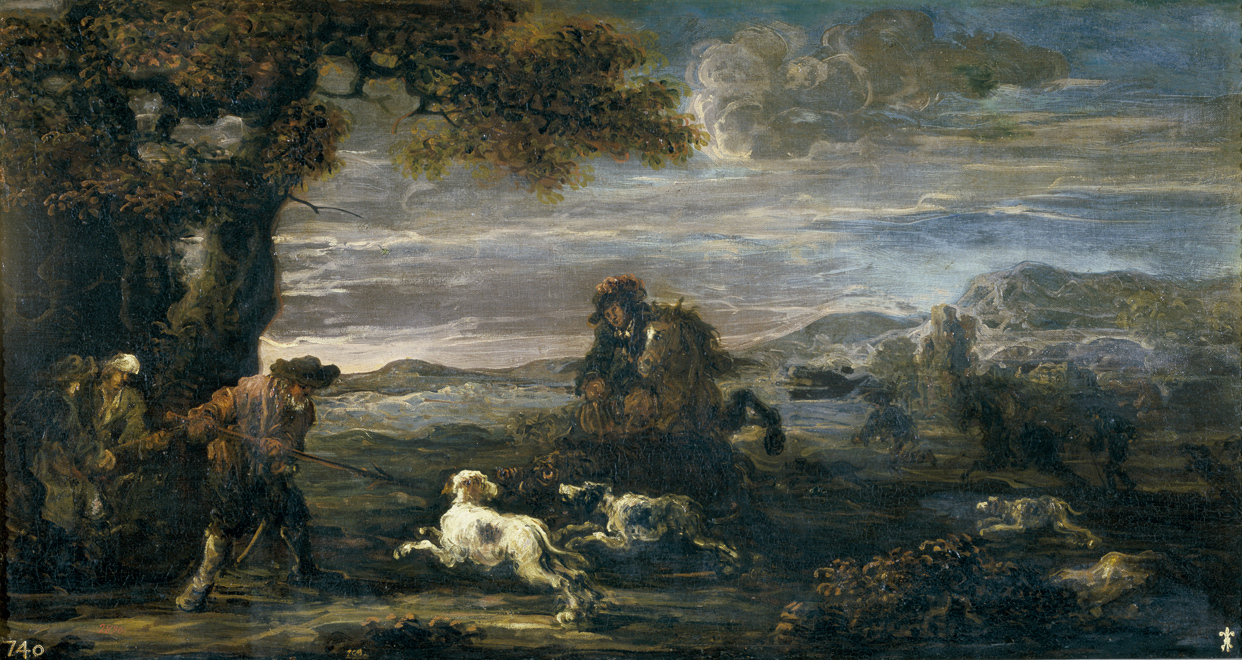
Cacera del senglar, oli sobre llenç, 70 x 130 cm, Madrid, Museu del Prado.

Jan de Momper (Anvers, ca. 1617 – Roma, després 1684), va ser un pintor barroc flamenc especialitzat en paisatges amb figures.
Jan de Momper és un pintor de biografia pràcticament desconeguda i caigut en l'oblit fins que Roberto Longhi va agrupar una sèrie de paisatges que presentaven trets comuns, de forta personalitat i notable llibertat de pinzell, a nom d'un mestre que va cridar «Monsù X». L'aparició d'una inscripció en el revers d'una d'aquestes teles, propietat de la família Chigi, va permetre identificar a l'anònim mestre amb Jan de Momper, possiblement de la família de Joos de Momper. Consta que el 1658 es va registrar com a pintor a Roma i que poc més tard va prendre part en la decoració de la vila que la família Chigi tenia a Frascati, un encàrrec de considerable importància i que fa pensar que portés establert a Roma des de temps enrere, havent abandonat Anvers possiblement entorn de 1630. El 1684 encara se li documenta treballant pels Chigi en el seu palau d'Ariccia.
Tres dels seus paisatges es conserven al Museu del Prado, on van ingressar procedents de la col·lecció real, en la qual van ser inventariats com de Momper però sense indicació del nom, la qual cosa va portar a atribuir-los-hi al més famós Joos. Un altre paisatge amb la representació de la verema, a Viena, Akademie der bildende Künste, va ser atribuït molt significativament a un anònim seguidor de Goya abans de la reconstrucció de la personalitat de Jan de Momper per Longhi.